# دوازده رخ (فیلم‌نامه)
دوازده رخ یک فیلمنامه از هوشنگ گلشیری است. از این فیلمنامه فیلمی ساخته نشده است. این کتاب داستان پیرمردی را حکایت می‌نماید که در دوران جوانی خود نمایش دوازده رخ حکیم فردوسی طوسی را بازی کرده است.